# 陳則廉
陈则廉（清嘉庆十七年－光绪二十年，即西元1812年—1894年），字砥堂，号蒲溪，直隶香河县人。晚清官员。

## 生平
道光十八年（1838年）与曾国藩、李文玕（李鸿章之父）同中三甲进士。外放四川知县。任职期间，他目睹官场之腐败，社会之黑暗，十分伤心，发誓不再为官，于是以家中父母年事已高需要照料为由，请调天津府儒学教授获准。后眼见清朝日益腐败，对外丧权辱国，因此在同治元年（1862年）以50岁辞职还乡，并在家乡结庐施教，直至归西。
陈则廉生性耿直，不畏权贵。传李鸿章父亲去世后，需请与父亲同辈且有名望的人为其父亲“点主”，于是想请有世叔之辈份的陈则廉为其点主。陈则廉则因厌恶李鸿章崇洋媚外、丧权辱国而“三拒李鸿章”，最后李鸿章只好亲自前往，并采取软硬兼施之计，方才得逞。